# Coes
Coes (Coes, Κώης) de Mitilene fou un grec de Lesbos que va acompanyar a Darios I el Gran en la seva expedició a l'Escítia d'Europa, al front del cos expedicionari de Mitilene. Va dissuadir al rei de trencar els ponts de barques sobre el Danubi (que suposava tallar una possible retirada). Al retorn, Darios li va donar la tirania de Mitilene (501 aC). Quan va esclatar la revolta jònia fou capturat per Iatragòres a Myrus (on estava la flota persa) i lliurat al poble de Mitilene que el matar a cops de pedra.